# WWE Women's Championship
WWE Women's Championship je světový šampionát v ženském profesionálním wrestlingu, vytvořený a propagovaný americkou organizací WWE. Titul je obhajován na značce SmackDown a patří mezi dva hlavní ženské světové tituly v hlavním rosteru WWE, společně s Women's World Championship na značce Raw. Současnou držitelkou titulu je Tiffany Stratton, která získala svůj první titul poté, co 3. ledna 2025 v epizodě SmackDownu porazila Niu Jax.

## Historie
Poprvé byl titul představen 3. dubna 2016 během WrestleManie 32, kde WWE Hall of Famer Lita oznámila, že zápasnice WWE již nebudou označovány jako „Divas“, ale jako „Superstars“ stejně jako muži. Zároveň představila nový pás a oznámila zrušení tehdejšího Divas Championship. První šampionkou se téhož večera stala Charlotte, která porazila Becky Lynch a Sashu Banks v triple threat zápase.
Titul sdílí jméno s původním WWE Women's Championship, avšak nemá s ním společnou linii držitelek – WWE však původní titul uznává jako svého předchůdce. Po zavedení dělení značek v roce 2016 se titul stal výhradně součástí značky Raw a byl přejmenován na Raw Women's Championship. V roce 2023 se kvůli výměně značek v draftu vrátil k původnímu názvu.
Titul byl několikrát obhajován v hlavních zápasech placených akcí, včetně historicky prvního ženského Hell in a Cell zápasu (říjen 2016), prvního ženského hlavního zápasu WrestleManie (2019) a také v rámci ženské edice Money in the Bank, kdy byl poprvé předán přímo vítězce (Asuka) po odstoupení Becky Lynch kvůli těhotenství.

## Historie působení titulu
| Datum             | Show      | Poznámky |
| ----------------- | --------- | --- |
| 19. červenec 2016 | Raw       | Držitelka WWE Women's Championship Charlotte byla během draftu WWE v roce 2016 převedena na značku Raw. Po zavedení titulu WWE SmackDown Women's Championship byl 5. září 2016 původní titul přejmenován na Raw Women's Championship. |
| 8. květen 2023    | SmackDown | V roce 2023 byla tehdejší držitelka Raw Women's Championship Bianca Belair draftována do SmackDownu. Dne 9. června 2023 se titul vrátil ke svému původnímu názvu WWE Women's Championship.                                            |

## Držitelé
| Pořadí | Šampion          | Datum              | Událost                    | Počet držení | Počet dní |
| ------ | ---------------- | ------------------ | -------------------------- | ------------ | --------- |
| 1.     | Charlotte        | 3. dubna 2016      | WrestleMania 32            | 1            | 113       |
| 2.     | Sasha Banks      | 25. července 2016  | Raw                        | 1            | 27        |
| 3.     | Charlotte        | 21. srpna 2016     | SummerSlam                 | 2            | 43        |
| 4.     | Sasha Banks      | 3. října 2016      | Raw                        | 2            | 27        |
| 5.     | Charlotte Flair  | 30. října 2016     | Hell in a Cell             | 3            | 29        |
| 6.     | Sasha Banks      | 28. listopadu 2016 | Raw                        | 3            | 20        |
| 7.     | Charlotte Flair  | 18. prosince 2016  | Roadblock: End of the Line | 4            | 57        |
| 8.     | Bayley           | 13. února 2017     | Raw                        | 1            | 76        |
| 9.     | Alexa Bliss      | 30. dubna 2017     | Payback                    | 1            | 112       |
| 10.    | Sasha Banks      | 20. srpna 2017     | SummerSlam                 | 4            | 8         |
| 11.    | Alexa Bliss      | 28. srpna 2017     | Raw                        | 2            | 223       |
| 12.    | Nia Jax          | 8. dubna 2018      | WrestleMania 34            | 1            | 70        |
| 13.    | Alexa Bliss      | 17. června 2018    | Money in the Bank          | 3            | 63        |
| 14.    | Ronda Rousey     | 19. srpna 2018     | SummerSlam                 | 1            | 232       |
| 15.    | Becky Lynch      | 8. dubna 2019      | WrestleMania 35            | 1            | 373       |
| 16.    | Asuka            | 16. dubna 2020     | Raw                        | 1            | 95        |
| 17.    | Sasha Banks      | 20. července 2020  | Raw                        | 5            | 34        |
| 18.    | Asuka            | 23. srpna 2020     | SummerSlam                 | 2            | 231       |
| 19.    | Rhea Ripley      | 11. dubna 2021     | WrestleMania 37            | 1            | 98        |
| 20.    | Charlotte Flair  | 18. července 2021  | Money in the Bank          | 5            | 1         |
| 21.    | Nikki A.S.H.     | 19. července 2021  | Raw                        | 1            | 33        |
| 22.    | Charlotte Flair  | 21. srpna 2021     | SummerSlam                 | 6            | 62        |
| 23.    | Becky Lynch      | 22. října 2021     | SmackDown                  | 2            | 162       |
| 24.    | Bianca Belair    | 2. dubna 2022      | WrestleMania 38            | 1            | 420       |
| 25.    | Asuka            | 27. května 2023    | Night of Champions         | 3            | 70        |
| 26.    | Bianca Belair    | 5. srpna 2023      | SummerSlam                 | 2            | <1        |
| 27.    | Iyo Sky          | 5. srpna 2023      | SummerSlam                 | 1            | 246       |
| 28.    | Bayley           | 7. dubna 2024      | WrestleMania XL            | 2            | 118       |
| 29.    | Nia Jax          | 3. srpna 2024      | SummerSlam                 | 2            | 153       |
| 30.    | Tiffany Stratton | 3. ledna 2025      | SmackDown                  | 1            | 159+      |